# Dog. Un viatge salvatge
Dog. Un viatge salvatge és una pel·lícula de comèdia dramàtica estatunidenca del 2022 dirigida per Channing Tatum i Reid Carolin, ambdós debutant com a directors cinematogràfics. Es basa en una història de Carolin i Brett Rodriguez. La pel·lícula està protagonitzada pel mateix Tatum com un rànger de l'exèrcit estatunidenc que té l'encàrrec d'escortar un gos militar al funeral del seu mestre, el qual era un col·lega i amic seu de l'exèrcit. La pel·lícula també és protagonitzada per Jane Adams, Kevin Nash, Q'orianka Kilcher, Ethan Suplee, Emmy Raver-Lampman i Nicole LaLiberte en papers secundaris. La pel·lícula va ser produïda per Free Association amb un pressupost de 15 milions de dòlars. S'ha subtitulat al català.
La pel·lícula es va estrenar als Estats Units el 18 de febrer de 2022. La pel·lícula va rebre valoracions generalment positives de la crítica, que va elogiar la direcció i la interpretació de Tatum. També va ser un èxit de taquilla, amb una recaptació de 84 milions de dòlars a tot el món.

## Repartiment
- Channing Tatum com a Jackson Briggs
- Jane Adams com a Tamara
- Kevin Nash com a Gus
- Q'orianka Kilcher com a Niki
- Ethan Suplee com a Noah
- Emmy Raver-Lampman com a Bella
- Nicole LaLiberte com a Zoe
- Luke Forbes com el capità Jones
- Ronnie Gene Blevins com a Keith
- Aqueela Zoll com a Callan
- Junes Zahdi com el Dr. Al-Farid
- Amanda Booth com a Tiffany
- Cayden Boyd com el caporal Levitz